# 強盗致死傷罪
強盗致死傷罪（ごうとうちししょうざい）は、刑法第240条で定められた罪。
刑法第240条において「強盗が、人を負傷させたときは無期拘禁刑または六年以上の拘禁刑に処し、死亡させたときは死刑または無期拘禁刑に処する。」と規定されている。
刑法第236条の強盗罪の加重類型である。未遂も処罰される（刑法第243条）。

## 犯罪の主体
本条にいう「強盗」とは、238条（いわゆる事後強盗罪―窃盗犯が、財物を取り返されたり、逮捕されたりするのを恐れて、暴行や脅迫をしたとき）や239条（昏酔強盗罪）も含める（大判昭和6年7月8日刑集10巻319頁）。

## 主観的要件

### 強盗傷害罪・強盗殺人罪
刑法上、強盗致死傷罪には長い刑期が設定されており、特に死亡の結果が発生した場合は死刑又は無期懲役という重罰が規定されている。これは刑事政策上の理由によるものとされる。また、この法定刑の重さから、強盗の結果的加重犯の場合（前段の犯罪については強盗致傷罪、後段の犯罪については強盗致死罪と呼称される）のみならず、負傷または死亡の結果につき行為者に故意があった場合（それぞれ強盗傷害罪、強盗殺人罪と呼称される）も240条のみが適用されると考えるのが判例・通説である（大連判大正11年12月22日刑集1巻815頁）。この説に立てば殺人罪（199条）や傷害罪（204条）は適用されないことになる（法条競合）が、これらと観念的競合になるという有力説も存在する。
本条における傷害の意義については、傷害罪のそれとは異なり、痣や発赤などの軽微な傷害は含まず、医師の治療を一般に要する程度のものでなければならないとする有力説が存在する。強盗における暴行、脅迫にごく軽微な傷害は強盗に含まれるとするのがその理由であり、下級審判例は分かれていたが、最高裁はこれを否定し、傷害罪における傷害と同様に解している（最判平成6年3月4日）。なお、この解釈論は強盗傷害の場合に後述する通り執行猶予をつける余地がないことが一つの論拠であったが、現在では平成16年法改正により執行猶予がつく余地が認められるようになっている。

### 暴行の故意
本罪が成立するためには、少なくとも暴行の故意が必要だとする説もあるが、判例・通説は、暴行の故意が無い場合（脅迫の故意しかない場合や、強盗の機会に過失により死傷の結果を発生させた場合等）にも成立すると解する（最判昭和24年3月24日刑集3巻3号376頁）。

### 二項強盗殺人
例として債務者が債務（借入金・賃貸住宅の賃借料（特に滞納分））を逃れる目的で債権者を殺害する行為について、（警察・検察庁のさじ加減で）立件される可能性が高い。

## 強盗の機会
傷害ないし死亡の結果は手段となった暴行等によるものだけでなく「強盗の機会」に発生したものすべて含まれると考えるのが判例・通説であるが、広汎にすぎ処罰範囲を限定すべきと考える有力説も存在する。

### 事例
- 強盗の手段である脅迫によって被害者が畏怖した為に傷害が発生した場合にも強盗致傷罪が成立する（大阪高判昭和60年2月6日高刑38巻1号50頁等）。
- 通行中の女性のハンドバッグを奪取する目的で、自動車を運転して女性に近づき、ハンドバッグの提げ紐を掴んだまま自動車を進行させ、女性を引きずって路上に転倒させたり、車体に接触させたり、あるいは道路わきの電柱に接触させたりして傷害を負わせ、結局ハンドバッグを奪取したときにも強盗致傷罪が成立する（最決昭和45年12月22日刑集24巻13号1882頁）。

## 既遂・未遂
本罪の未遂とは強盗が未遂の場合であると解する説もあるが、判例・多数説は強盗が未遂でも強盗傷害罪は成立する（既遂になる）としている（最判昭和23年6月12日刑集2巻7号676頁）。そして、結果的加重犯には未遂犯が直接的には存在しないこと、及び傷害の未遂は暴行であり（傷害罪を参照）、傷害未遂なるものは存在しないことから、判例・通説によれば、本罪の未遂とは強盗殺人罪において殺人が未遂に終わった場合、すなわち強盗殺人未遂罪のみを指すことになる。

## 罪数に関する判例
- 窃盗犯人が逮捕を免れるため、追跡してきた警察官に対して暴行を加えて傷害を与えた場合、強盗致傷罪と公務執行妨害罪は観念的競合の関係に立つ（大判明治43年2月15日刑録16輯236頁）。
- 一個の強盗行為の際、その機会に数人を殺害したときは、被害者の数だけ強盗殺人罪が成立する（大判明治43年11月24日刑録16輯2121頁）。

## 平成16年改正
2004年に刑法の一部が改正される前は、前段の法定刑は「無期又は七年以上の懲役」であったが、改正により「無期又は六年以上の懲役」となった（法務大臣南野知惠子）。改正前は酌量減軽（刑法66条、68条）しても下限が3年6月であり執行猶予を付けることができなかったが（25条）、改正により酌量減軽後の下限が3年となり執行猶予を付けることが可能となった。